# Hans-Günther Sonntag
Hans-Günther Sonntag (* 25. Juni 1938 in Kassel; † 27. September 2024) war ein deutscher Mikrobiologe und Hochschullehrer.

## Leben und Wirken
Sonntag besuchte das Wilhelms-Gymnasium Kassel und legte nach einem einjährigen Stipendiaten-Aufenthalt in den USA 1958 das Abitur ab. Den anschließenden Wehrdienst bei der Bundeswehr beendete er im Rang eines Leutnants der Reserve. Es folgte von 1959 bis 1965 das Medizinstudium an der Universität Gießen und der Universität Kiel mit der Promotion zum Dr. med. im Jahr 1966 über immunologische Studien zur Silikose sowie der Approbation als Arzt 1967. Von 1967 bis 1975 war er wissenschaftlicher Assistent am Hygiene-Institut der Universität Kiel und absolvierte die  Ausbildung zum Facharzt für Medizinische Mikrobiologie und Infektionsepidemiologie. 1974 erfolgte seine Habilitation für das Fachgebiet Immunologie (wissenschaftliche Arbeiten zur Transplantationsimmunologie), 1976 die Habilitation im Fachgebiet Medizinische Mikrobiologie (wissenschaftliche Arbeiten zu M. tuberculosis und saprophytischen Mycobakterien).
Sonntag war von 1975 bis 1980 leitender Oberarzt am Hygiene-Institut der Universität Kiel. 1980 folgte er dem Ruf auf den Lehrstuhl für Medizinische Mikrobiologie und Hygiene sowie als Direktor des Hygiene-Instituts der Universität Heidelberg.
Im Jahr 2001 war er zudem Gastprofessor der Universität Mostar und von 2000 bis 2002 Präsident der Deutschen Gesellschaft für Hygiene und Mikrobiologie (DGHM).
Sonntag wurde 2004 emeritiert und im gleichen Jahr zum Ehrendekan der Medizinischen Fakultät der Universität Heidelberg ernannt.

## Universitäre Ämter
Sonntag war von 1981 bis 1987 Dekan der Fakultät für Theoretische Medizin der Universität Heidelberg und von 1987 bis 1989 stellvertretender Dekan der Fakultät. Von 1994 bis 2004 war er Dekan der Medizinischen Fakultät dieser Universität und gleichzeitig Mitglied des Klinikum-Vorstandes des Universitätsklinikums Heidelberg. Außerdem war er von 1981 bis 2004 Mitglied des Senats der Universität.

## Wissenschaftliche Schwerpunkte
Von Sonntag liegen mehr als 350 Veröffentlichungen vor. Seine wissenschaftlichen Schwerpunkte waren: Immunologie der Organtransplantation, Charakterisierung von Mykobakterien, Epidemiologie infektiöser Erkrankungen insbesondere nosokomialer Infektionen, Pathogenitätsmechanismen von MOTT, Legionellen, Borrelien, Neisserien (Nationales Referenzzentrum für Meningokokken von 1980 bis 2003),  Methoden zur Standardisierung der Wirksamkeitstestung von Desinfektionsmitteln (CEN), Qualitätsmanagement im Gesundheitswesen und der medizinischen Ausbildung (HEICUMED).

## Mitgliedschaften
Sonntag war zudem Mitglied des Wehrmedizinischen Beirats der Bundesrepublik Deutschland (1986–2004) und Governor der European Foundation for Quality Management in Brüssel (2001–2006). Außerdem war er von 2004 bis 2009 Mitglied des Gemeinderats der Stadt Heidelberg (CDU), seit 2010 Mitglied des Vorstandes der Akademie für Ältere Heidelberg und des Freundeskreises Kumamoto im Rahmen der Städtepartnerschaft Heidelberg–Kumamoto (Japan).

## Ehrungen
- 1984: Hygiene-Preis der Rudolf-Schülke-Stiftung
- 1995: Wallhäuser-Preis
- 1997: Dr. Honoris causa der Semmelweis-Universität, Budapest[4]
- 1998: Goldmedaille der Medizinischen Fakultät der Karls-Universität Prag
- 2003: Ferdinand-Cohn Medaille der Deutschen Gesellschaft für Hygiene und Mikrobiologie[10]
- 2003: Ehrenmedaille der Deutschen Gesellschaft für Krankenhaushygiene
- 2004: Große Universitätsmedaille der Universität Heidelberg[4]
- 2005: Hygieia Medaille der Rudolf-Schülke-Stiftung, Hamburg[11]
- 2012: Ehrenmitglied der Universität von East Sarajevo

## Veröffentlichungen als Herausgeber
- mit Knut-Olaf Gundermann: Lehrbuch der Hygiene, Fischer Verlag, Stuttgart 1991, ISBN 978-3-437-00593-0
- mit Günther Reinhardt, Hans-Joachim Seidel: Ökologisches Stoffgebiet, Hippokrates Verlag, Stuttgart 1991, 2. überarbeitete Auflage 1995, ISBN 978-3-7773-1121-0
- mit Volker Hingst: Hygienemaßnahmen in Krankenhaus und Praxis, Wissenschaftliche Verlagsgesellschaft Stuttgart, 1997, ISBN 978-3-8047-1460-1
- Lexikon der Infektionskrankheiten des Menschen, Springer Verlag, Heidelberg 1997, 4. überarbeitete Auflage, 2012, ISBN 978-3-642-17158-1
- mit Axel W. Bauer: 100 Jahre Hygiene-Institut der Universität Heidelberg 1892–1992, Heidelberger Verlagsanstalt und Druckerei GmbH, 1992, doi:10.11588/heidok.00015914